# Caripe (Venezuela)
Pour les articles homonymes, voir Caripe.
Caripe est une localité du Venezuela, chef-lieu de la municipalité de Caripe dans l'État de Monagas au nord du Venezuela. Autour de la ville s'articule la division territoriale et statistique de Capitale Caripe.

## Situation
Dans un massif montagneux à 800 mètres d'altitude, la municipalité est implantée au cœur de plantations de café.

## Géographie

### Climat
Le climat y est très doux, les températures peuvent descendre aux environs de 12 °C en janvier et février et monter jusqu'à 35 °C en juillet et aout.

## Faune et flore
Le site remarquable situé à proximité Cueva del Guacharo, découvert par Alexander von Humboldt, abrite des colonies d'oiseaux nocturnes appelés Guacharo des cavernes (Steatornis caripensis).